# Playa de El Chorrillo
La playa de El Chorrillo, también llamada playa del Chorrillo, está situada en el municipio de Ceuta, en la ciudad autónoma de Ceuta, España. Es de las playas de la ciudad con Bandera Azul.
La playa se extiende dividida por escolleras en la vertiente meridional de la ciudad de Ceuta. Cercana a la zona monumental, el foso y una de sus murallas.